# Список умерших в 1284 году

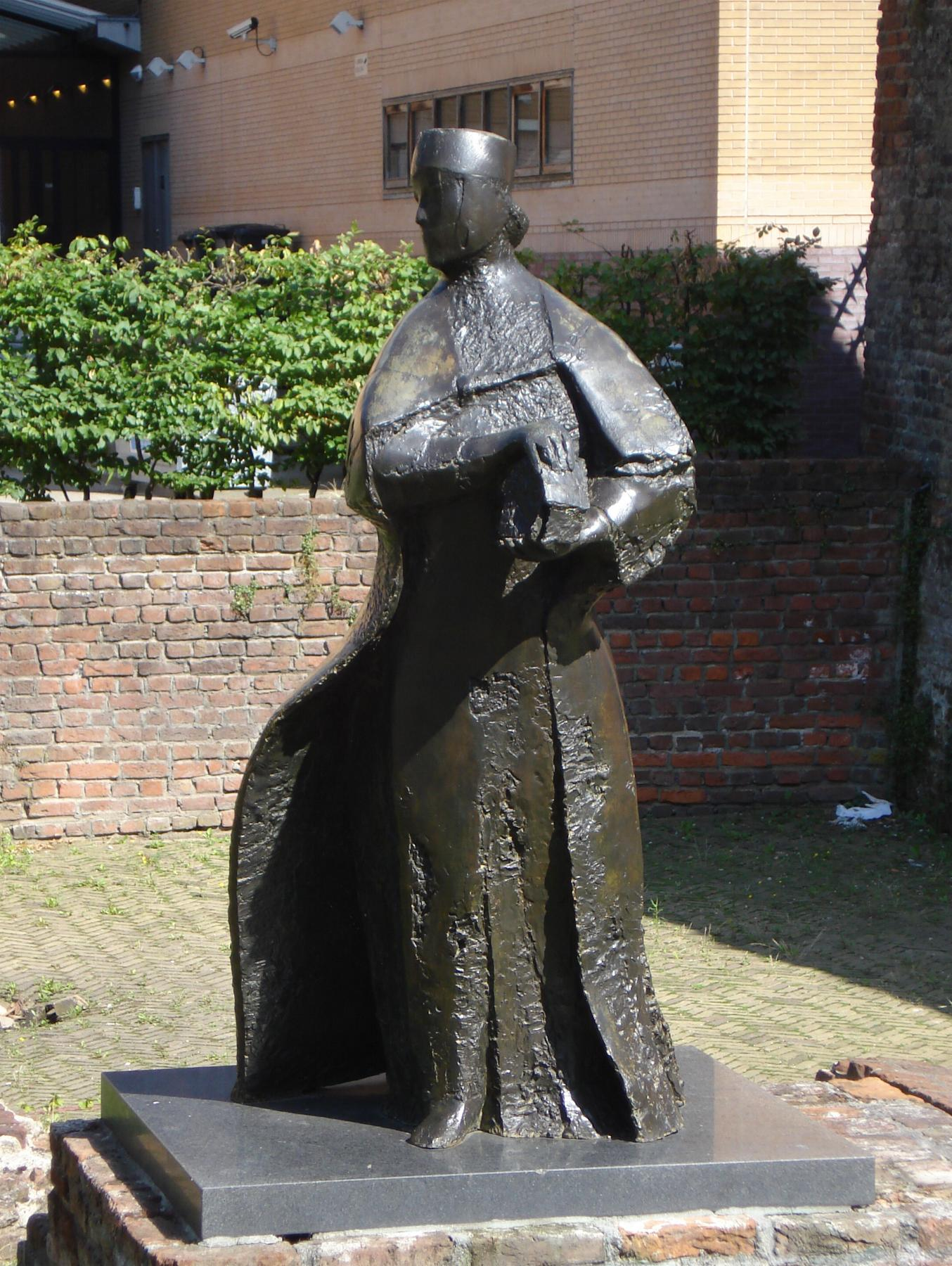
Аделаида Голландская

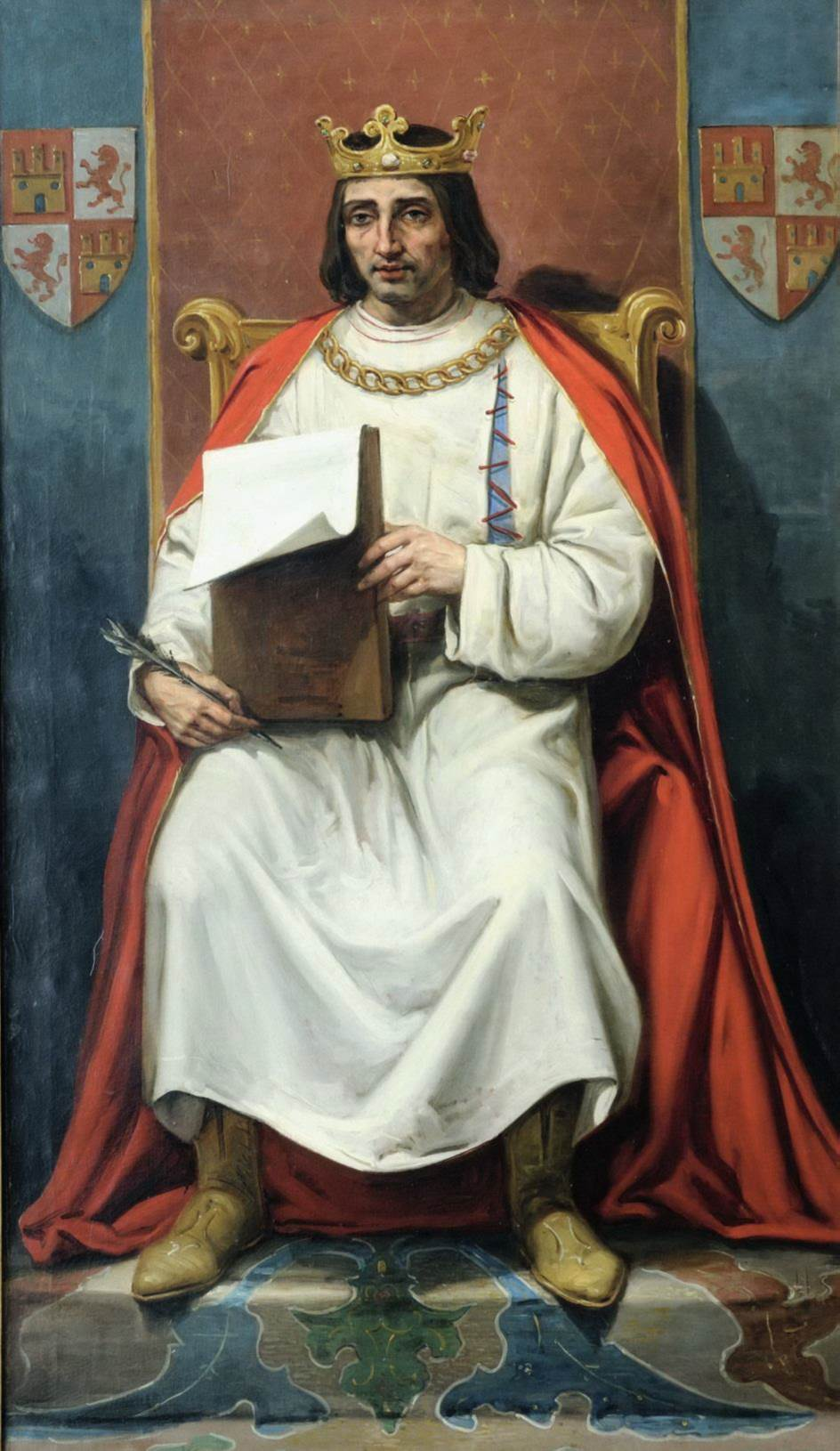
Альфонсо X

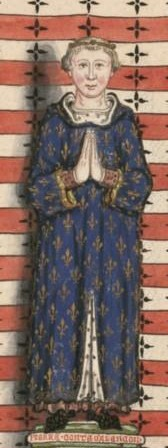
Пьер I Алансонский

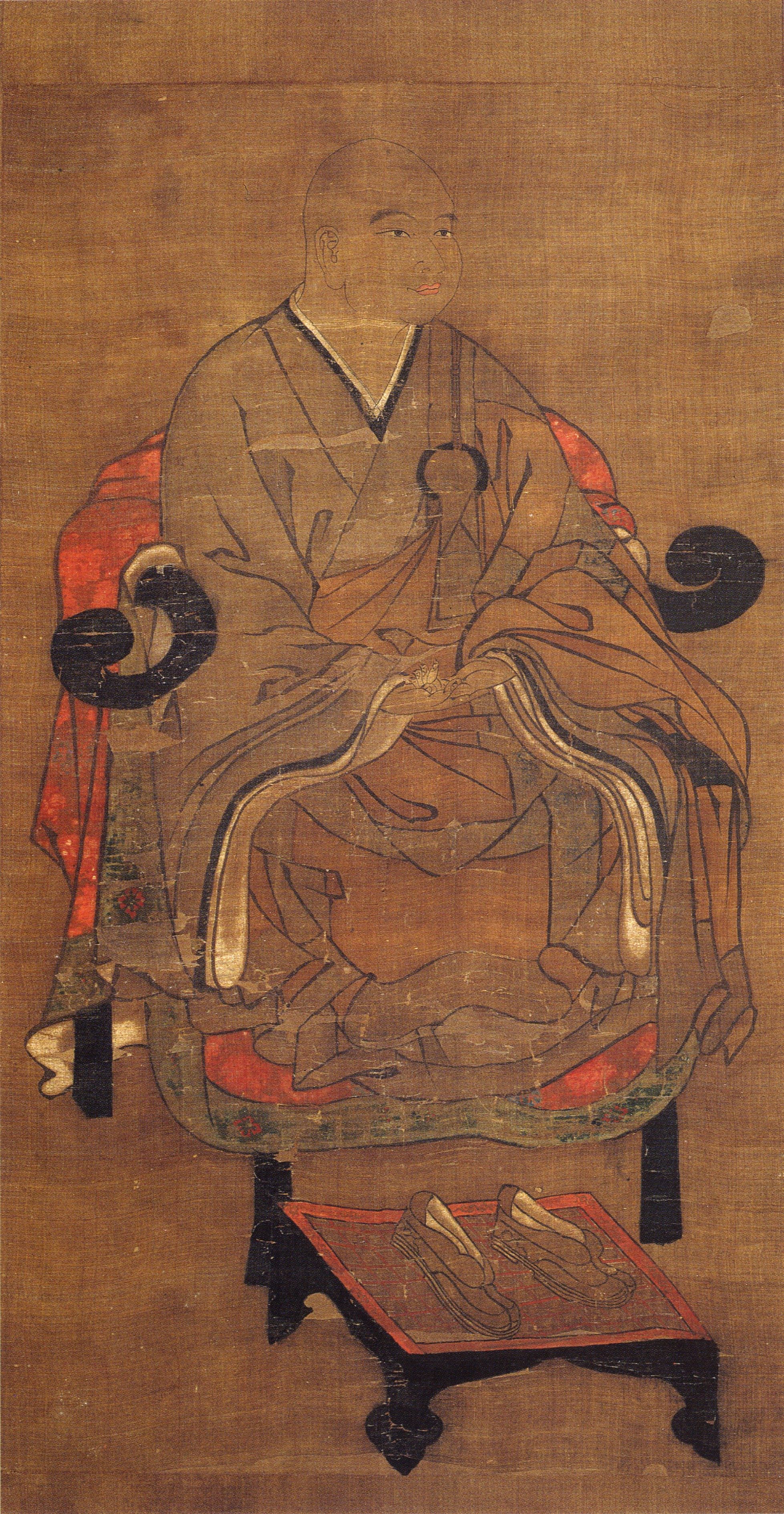
Ходзё Токимунэ

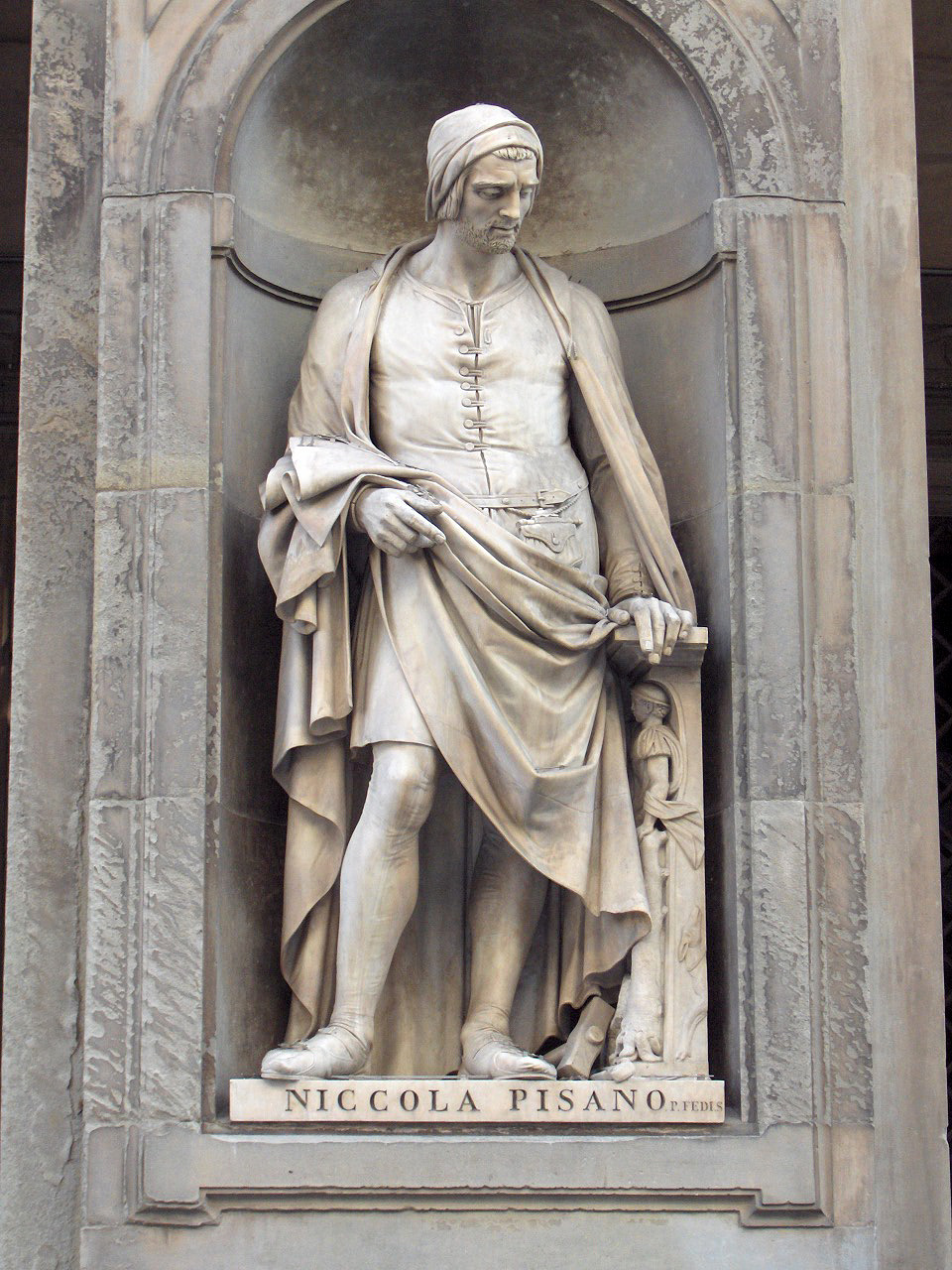
Никколо Пизано

В этой статье представлен список известных людей, умерших в 1284 году.
См. также: Категория:Умершие в 1284 году

## Январь
- 6 января — Генрих I фон Урах — первый граф Фюрстенберг (1250—1284).
- 16 января — Ульрих фон Блюхер[нем.] — епископ Раценбурга (1257—1284)
- 17 января — Александр Шотландский (19) — принц Шотландии, наследник трона Шотландии (1264—1284).
- 18 января — Конкуртай, монгольский князь, наместник Анатолии Ильханского ханства.

## Февраль
- 12 февраля — Онфруа де Монфор — сеньор Бейрута (1282—1284), сеньор Тира (1283—1284)

## Март
- 24 марта — Гуго III де Лузиньян — король Кипра (1267—1284), король Иерусалима (1268—1284)
- Джон де Дерлингтон[англ.] — архиепископ Дублина (1279—1284)

## Апрель
- 2 апреля — Вернер фон Эппштейн[нем.] — архиепископ Майнца (1259—1284)
- 4 апреля — Альфонсо X (62) — король Кастилии и Леона (1252—1284), король Германии (1257—1273)
- 6 апреля — Пьер I Алансонский — граф Алансона и граф Перша (1269—1284), граф Блуа, граф Шартра, граф Шатодёна и сеньор де Гиз (1280—1284) (по праву жены), 5-й сын короля Франции Людовика IX Святого
- 7 апреля:
  - Абдуллах ибн Махмуд аль-Мавсили (80), иракский исламский богослов, факих, мухаддис;
  - Фридрих II Вальхенский[нем.] — архиепископ Зальцбурга (1270—1284).
- 9 апреля — Аделаида Голландская — графиня-консорт Эно (Геннегау) (1246—1257), жена Жана I д’Авен, регент Голландии (1258—1263).
- 15 апреля — Йордан фон Оснабрюк[нем.] — немецкий политический писатель
- 20 апреля — Ходзё Токимунэ — государственный деятель Японии, представитель клана регентов Ходзё, сиккэн (1268—1284)
- 24 апреля — Роберт Викхэмптон[англ.] — епископ Солсбери (1271—1284).

## Май
- Иса ибн Муханна[англ.] — первый мамлюкский амир-аль-араб (лидер сирийских бедуинов) (1261—1284).

## Июнь
- 2 июня — Эберхард I фон Габсбург, граф Кибурга и сеньор Фрибура с 1271 (по правам жены).

## Август
- 9 августа — Хайме Кастильский — кастильский инфант, младший сын Альфонсо X, сеньор де лос Камерос
- 10 августа — Текудер — ильхан государства Хулагуидов (1282—1284), казнён.
- 19 августа — Альфонсо, граф Честер (10) — сын короля Англии Эдуарда I, наследник престола (1274—1284).
- 29 августа — Стурла Тордарсон (70), исландский политик, поэт, прозаик и историограф.
- 30 августа — Итидзё Санетсуне[англ.] — японский государственный деятель, кампаку (1246, 1265—1267), сэссё (1246—1247)

## Октябрь
- 16 октября — Шамс ад-Дин Джувейни — персидский государственный деятель, сахиб-диван (главный визирь) монгольских ильханов из династии Хулагуидов — Хулагу (1261—1265), Абаги (1265—1282) и Текудера (1282—1284), казнён.
- 21 октября — Герхард фон Эннстал[нем.] — епископ Лаванта (1228—1246)

## Дата неизвестна или требует уточнения
- Аль Мансур Мухаммад II[англ.] — айюбидский эмир Хамы (1244—1284)
- Аль-Махди Ибрагим[англ.] — зейдитский имам Йемена (1272—1276)
- Амиция де Клер[англ.] — графиня-консорт Девон (1235—1245), жена Болдуина де Редверса, 6-го графа Девон, основательница Баклэнд-Эбби
- Ахмад ибн Абу Умара — правитель Ифрикии из династии Хафсидов (1283—1284)
- Бледдин Вардд[англ.] — уэльский поэт.
- Боэций Дакийский, один из основных представителей «латинского аверроизма», или радикального аристотелизма, независимого философского учения, возникшего в Парижском университете в 60-х годах XIII века.
- Жан I де Сансер — граф Сансера (1267—1284).
- Жан III, граф Суассона (с 1270/1272), сеньор де Шиме.
- Ибн Каммуна — еврейский врач-офтальмолог, философ и критик ислама
- Иоганн I Лунен — архиепископ Рижский (1273—1284)
- Куласекара Цинкаиарийян[англ.] — король Джафны (1277—1284), основатель династии Ариячакраварти
- Магнус Магнуссон[англ.] — граф Оркни (1273—1284)
- Нерсес Мшеци — армянский мыслитель и педагог, основатель Гладзорского университета
- Никола Лорнь — великий магистр ордена иоаннитов (1277/1278—1284)
- Никколо Пизано — основатель школы итальянской скульптуры (дата смерти предположительна)
- Рис Виндод ап Рис Вихан — лорд Диневура (1271—1284), погиб в битве с англичанами
- Роберт де Пребенда[англ.] — епископ Данблейна (1259—1284)
- Сигер Брабантский — французский философ, основатель артистического факультета Парижского университета, основатель западноевропейского (т. н. «латинского») аверроизма, убит во время следствия инквизиции.
- Михаил Тарханиот, византийский аристократ из семьи Тарханиотов и полководец.